# Uloborus strandi
Uloborus strandi är en spindelart som först beskrevs av Lodovico di Caporiacco 1940.  Uloborus strandi ingår i släktet Uloborus och familjen krusnätsspindlar.
Artens utbredningsområde är Etiopien. Inga underarter finns listade i Catalogue of Life.